# هوغو سالاس فينزيل
هوغو سالاس فينزيل (بالإسبانية: Hugo Salas Wenzel)‏ هو عسكري تشيلي، ولد في 30 أكتوبر 1935 في كوبيابو في تشيلي.